# Trees & Wild

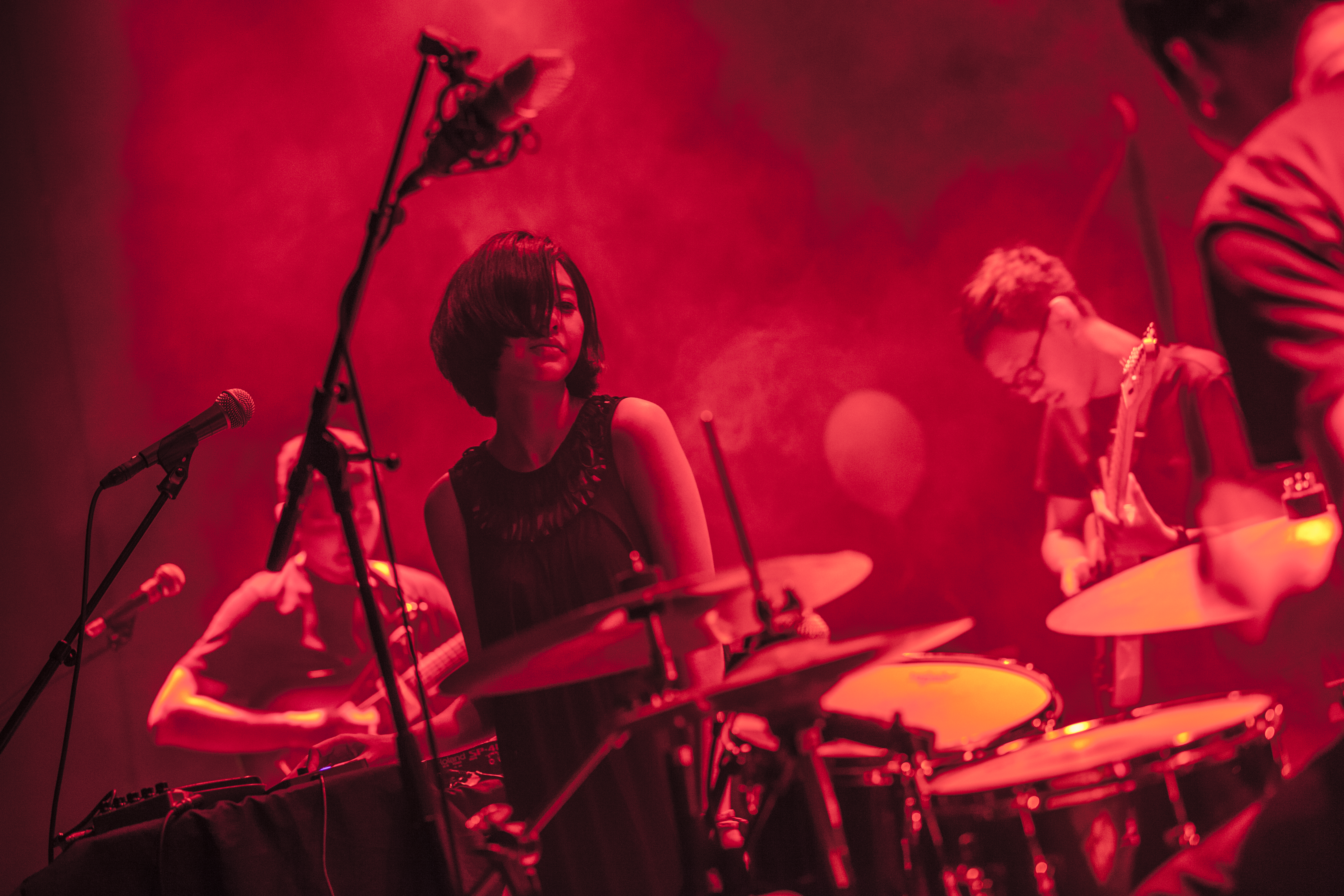
Foto de la banda Trees & Wild en el tour de Finlandia 2014.

Trees & Wild (árboles salvajes), es una banda de rock de Indonesia, formada en Bekasi, en la isla de Java occidental por Remedy Waloni y Andra Kurniawan en el 2006 y actualmente residen en Yakarta. La banda se hizo famosa por realizar una fusión de  Post-rock, apoyado con un significativo de elementos del género pop y de la identidad distintivamente de Indonesia.

## Historia
La banda se formó en el 2006 como un proyecto de grabación en casa de Remedy Waloni, con su amiga de la escuela secundaria llamada Andra Kurniawan. A partir del 2008, ellos lanzaron su primer álbum titulado "Rasuk". En el 2010 el baterista Hertri Nur Pamungkas, se unió al grupo. Poco tiempo después, el bajista y el cantante Tyo Prasetya Charita Utami, se unió al grupo completando la alineación.
La banda comenzó a viajar por su país Indonesia, en Java y Sulawesi alrededor del 2009 y 2011. Además realizaron una serie de giras de conciertos en los países vecinos como Malasia y Singapur, entre ellos cinco presentaciones en un festival anual denominado "Esplanade" en el 2011 y otro en el "Baybeats Festival" en el 2012.

## Discografía

### EPs
- Tuah/Sebak (2012 Self-released)
- Ekati (2014 Self-released)

### Álbumes
- Rasuk (2009 Lil' Fish Records)